# Carl Hagelin
Carl Oliver Hagelin (* 23. August 1988 in Södertälje) ist ein ehemaliger schwedischer Eishockeyspieler, der im Verlauf seiner aktiven Karriere zwischen 2005 und 2022 unter anderem 854 Spiele in der National Hockey League (NHL) bestritten hat. Mit den Pittsburgh Penguins gewann der linke Flügelstürmer in den Playoffs 2016 und 2017 den Stanley Cup, nachdem er in der NHL zuvor bereits für die New York Rangers und Anaheim Ducks aktiv gewesen war. Im Anschluss war er zudem für die Los Angeles Kings und Washington Capitals tätig. Mit der schwedischen Nationalmannschaft errang er die Silbermedaille bei den Olympischen Winterspielen 2014. Sein älterer Bruder Bobbie Hagelin war ebenfalls professioneller Eishockeyspieler.

## Karriere
Carl Hagelin begann seine Karriere als Eishockeyspieler in seiner Heimatstadt in der Nachwuchsabteilung des Södertälje SK, in der er bis 2007 aktiv war. Im NHL Entry Draft 2007 wurde er in der sechsten Runde als insgesamt 168. Spieler von den New York Rangers ausgewählt. Zunächst besuchte er jedoch von 2007 bis 2011 die University of Michigan, für die er parallel in der Central Collegiate Hockey Association (CCHA), einer Division im Spielbetrieb der National Collegiate Athletic Association (NCAA), spielte. Mit seiner Mannschaft gewann er 2008 und 2010 jeweils die Meisterschaft der CCHA in Form des Mason Cups. Er selbst wurde im Frühjahr 2010 zudem zum besten defensiven Stürmer sowie in das First All-Star Team der CCHA gewählt. Gegen Ende der Saison 2010/11 gab der Flügelspieler sein Debüt für die Connecticut Whale, das Farmteam der Rangers, für das er in fünf Spielen in der American Hockey League (AHL) je ein Tor und eine Vorlage erzielte.
In der Saison 2011/12 wurde Hagelin auf Anhieb Stammspieler bei den New York Rangers in der National Hockey League (NHL). Dort absolvierte er in den folgenden vier Spielzeiten insgesamt 266 Spiele für die Rangers und kam dabei auf 130 Scorerpunkte. Im Juni 2015 wurde er samt einem Zweit- und einem Sechstrunden-Wahlrecht für den NHL Entry Draft 2015 an die Anaheim Ducks abgegeben, die ihrerseits Emerson Etem und ein Zweitrunden-Wahlrecht für denselben Draft nach New York schickten. Wenig später unterzeichnete der Schwede einen Vierjahresvertrag in Anaheim. Im Januar 2016 wurde er im Austausch gegen Adam Clendening sowie David Perron zu den Pittsburgh Penguins transferiert. Am Ende der Saison gewann er mit den Penguins den Stanley Cup und wiederholte diesen Erfolg im Jahr darauf.
Im November 2018 wurde Hagelin im Tausch für Tanner Pearson an die Los Angeles Kings abgegeben. Jedoch fand er dort für lediglich drei Monate eine sportliche Heimat, da er nach nur 22 Einsätzen für die Kalifornier im Februar 2019 zu den Washington Capitals transferiert wurde. Der amtierende Stanley-Cup-Sieger aus der Hauptstadt gab dafür ein Drittrunden-Wahlrecht im NHL Entry Draft 2019 und ein konditionales Sechstrunden-Wahlrecht im NHL Entry Draft 2020 an Los Angeles ab. Anschließend unterzeichnete Hagelin im Juni 2019 einen neuen Vierjahresvertrag in Washington, der ihm ein durchschnittliches Jahresgehalt von 2,75 Millionen US-Dollar einbringen soll. Die Saison 2022/23 verpasste er in weiterer Folge komplett aufgrund mehrerer Verletzungen, woraufhin er Ende August 2023 – kurz nach seinem 35. Geburtstag – das Ende seiner Profikarriere verkündete.

### International
Für Schweden nahm Hagelin an der U20-Junioren-Weltmeisterschaft 2008 teil, bei der er mit seiner Mannschaft die Silbermedaille gewann. Für die A-Nationalmannschaft Schwedens debütierte der Angreifer bei den Olympischen Winterspielen 2014, bei dem er mit dem Team ebenfalls Silber erreichte. Des Weiteren vertrat er sein Heimatland beim World Cup of Hockey 2016 und erreichte dort mit dem Team den dritten Platz.

## Erfolge und Auszeichnungen
| - 2008 Mason-Cup-Gewinn mit der University of Michigan - 2010 Mason-Cup-Gewinn mit der University of Michigan - 2010 CCHA Best Defensive Forward - 2010 CCHA First All-Star Team | - 2012 Teilnahme an der NHL All-Star Game SuperSkills Competition - 2016 Stanley-Cup-Gewinn mit den Pittsburgh Penguins - 2017 Stanley-Cup-Gewinn mit den Pittsburgh Penguins |

### International
- 2008 Silbermedaille bei der U20-Junioren-Weltmeisterschaft
- 2014 Silbermedaille bei den Olympischen Winterspielen

## Karrierestatistik

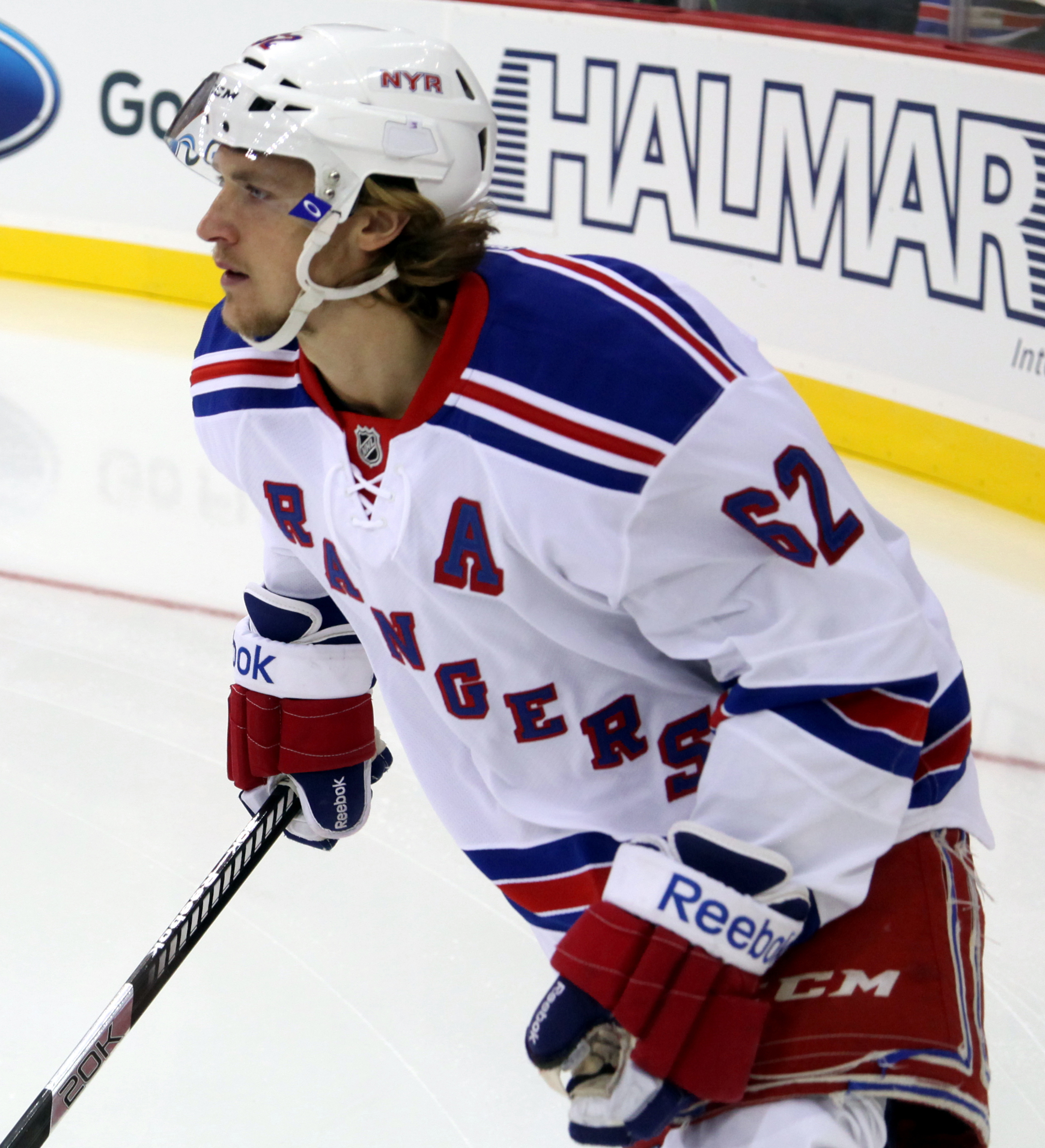
Hagelin im Trikot der New York Rangers (2014)

### International
Vertrat Schweden bei:
- U20-Junioren-Weltmeisterschaft 2008
- Olympischen Winterspielen 2014
- World Cup of Hockey 2016

(Legende zur Spielerstatistik: Sp oder GP = absolvierte Spiele; T oder G = erzielte Tore; V oder A = erzielte Assists; Pkt oder Pts = erzielte Scorerpunkte; SM oder PIM = erhaltene Strafminuten; +/− = Plus/Minus-Bilanz; PP = erzielte Überzahltore; SH = erzielte Unterzahltore; GW = erzielte Siegtore; 1 Play-downs/Relegation; Kursiv: Statistik nicht vollständig)